# Georg Mühlen-Schulte
Georg Mühlen-Schulte (* 30. Juni 1882; † 1981) war ein deutscher Schriftsteller, Humorist und Drehbuchautor.

## Leben
Mühlen-Schulte war Chefredakteur der Berliner Lustigen Blätter.
Seit den 1910er Jahren zeichnete er Karikaturen für Zeitschriften wie den Kleingärtner und Bettlers Rache (beide 1909), “Besetzt!” (1911) und die Werbung, z. B. für den damals neu auf den Markt gekommenen Heissluft-Haartrockner mit dem Markennamen „Fön“. Auch illustrierte er eigene Bücher mit seinen Zeichnungen, so Heimatsbriefe der Köchin Anna Kwacktüpfel. Mit Erlaubnis des Empfängers, Heinrich Knetschke, z. Z. im Felde, zusammengestellt und mit würdigen Bildern geschmückt (= Tornister-Humor. Band 16). erschienen 1915, oder Heinrich Knetschke und Anna Kwacktüpfel. 16 neue Abenteuer.
Er verfasste Texte zu humoristischen Szenen, die, von namhaften Kabarettisten der späten Weimarer Republik wie Felix Bressart, Paul Graetz und Eugen Rex gesprochen, auf Grammophonplatten erschienen.
Nach der Machtergreifung der Nationalsozialisten unterschrieb er im Oktober 1933 zusammen mit weiteren 87 Schriftstellern das Gelöbnis treuester Gefolgschaft für Adolf Hitler. In dieser Zeit verfasste er auch Drehbücher für Tonfilme, darunter drei für Harry Piel. Er war einer der Drehbuchautoren des antisemitischen Films Nur nicht weich werden, Susanne! (1934).
Bekannt wurde Mühlen-Schulte durch seine Romane Der unmögliche Herr Pitt (1938) sowie Hölle Ahoi und Rittmeister Styx, die 1939 publiziert wurden. Zwei davon wurden auch verfilmt.
Nach dem Zweiten Weltkrieg erschienen unter seinem bisherigen Namen keine weiteren Bücher.

## Tondokumente
- Zahn um Zahn (Text: Georg Mühlen-Schulte) Eugen Rex, Humorist. Rezitation. Grammophon braun 882 A (mx. 4748 BD)
- Scharrvogel hat seinen Kneifer verloren (Text: Georg Mühlen-Schulte) Eugen Rex, Humorist. Rezitation. Grammophon braun 882 B (mx. 4749 BD-III), aufgenommen in Berlin 1932[6]
- Zwischenfall in der Garderobe. Hörspiel (Text: Georg Mühlen-Schulte) Paul Graetz mit Ensemble. Parlophon B.12335-I (mx. 38771), aufgen. Berlin, 24. Oktober 1930
- Der Tintenfisch (Text: Georg Mühlen-Schulte) Paul Graetz. Parlophon B.12360-I (mx. 38814), aufgen. Berlin, 8.11.30
- 1000 Worte Berlinisch (Text: Georg Mühlen-Schulte) Paul Graetz. Parlophon B.12360-II (mx. 38815), aufgen. Berlin, 8.11.30

## Filmografie
- 1934: Nur nicht weich werden, Susanne!
- 1934: Der Herr der Welt
- 1935: Der Dschungel ruft
- 1938: Der unmögliche Herr Pitt
- 1942: Die Sache mit Styx